# Bystrá nad Jizerou
Bystrá nad Jizerou är en ort i Tjeckien. Den ligger i den norra delen av landet, 90 km nordost om huvudstaden Prag. Bystrá nad Jizerou ligger 453 meter över havet och antalet invånare är 117.
Terrängen runt Bystrá nad Jizerou är kuperad åt nordväst, men åt sydost är den platt. Runt Bystrá nad Jizerou är det ganska tätbefolkat, med 75 invånare per kvadratkilometer. Närmaste större samhälle är Jičín, 18,9 km söder om Bystrá nad Jizerou. Omgivningarna runt Bystrá nad Jizerou är en mosaik av jordbruksmark och naturlig växtlighet.